# Fusicoccum noxium
Fusicoccum noxium är en svampart som beskrevs av Ruhland 1904. Fusicoccum noxium ingår i släktet Fusicoccum och familjen Botryosphaeriaceae.   Inga underarter finns listade i Catalogue of Life.